# Климович, Лука
Лука Климович (исп. Luca Klimowicz; род. 19 мая 2004, Кордова) — аргентинский футболист, нападающий клуба «Институто».

## Клубная карьера
Климович — воспитанник клуба «Институто». 29 октября 2023 года в матче против «Велес Сарсфилд» он дебютировал в аргентинской Примере. В 2024 году Климович перешёл в эквадорский «Имбабура» на правах аренды. 4 августа в матче против «Барселоны» из Гуаякиль он дебютировал в эквадорской Примере. В этом же поединке Лука забил свой первый гол за «Имбабура». По окончании аренды Климович вернулся в «Институто».